# Association professionnelle nationale de militaires
En France, une association professionnelle nationale de militaires (APNM) est un groupement de militaires, d'active ou de réserve, ayant pour objet de  « préserver et de promouvoir les intérêts des militaires en ce qui concerne la condition militaire. »
Elle est régie par le chapitre 6 du code de la Défense (codification de la loi du 25 juillet 2015, élaborée à la suite du rapport produit par M. Pêcheur), ainsi que les dispositions de la loi du 1er juillet 1901 relative au contrat d'association.
Elles ont été autorisées à la suite de la condamnation de la France par la Cour européenne des droits de l'homme en octobre 2014. Auparavant les groupements professionnels étaient interdits par le statut général des militaires qui restreignait le droit d'association.

## Objet

### Principes
Préserver et promouvoir les intérêts des militaires en ce qui concerne la condition militaire ainsi définie :
« La condition militaire recouvre l’ensemble des obligations et des sujétions propres à l’état militaire, ainsi que les garanties et les compensations apportées par la Nation aux militaires. Elle inclut les aspects statutaires, économiques, sociaux et culturels susceptibles d’avoir une influence sur l’attractivité de la profession et des parcours professionnels, le moral et les conditions de vie des militaires et de leurs ayants droit, la situation et l’environnement professionnels des militaires, le soutien aux malades, aux blessés et aux familles, ainsi que les conditions de départ des armées et d’emploi après l’exercice du métier militaire ».

### Activité de lobbying
Pour l'année 2017, une APNM déclare à la Haute Autorité pour la transparence de la vie publique exercer des activités de lobbying en France pour un montant qui n'excède pas 10 000 euros.

## Membres
Peuvent être membres d'une APNM :
- les militaires de carrière.
- les militaires servant en vertu d'un contrat.
- les militaires réservistes qui exercent une activité au titre d'un engagement à servir dans la réserve opérationnelle ou au titre de la disponibilité.
- les fonctionnaires en détachement qui exercent, en qualité de militaires, certaines fonctions spécifiques nécessaires aux forces armées.

## Limites d'action
L'exercice du droit de grève est incompatible avec l'état militaire.
L'activité des APNM doit s'exercer dans des conditions compatibles avec l'exécution des missions et du service des forces armées et ne pas interférer avec la préparation et la conduite des opérations. Elles ne peuvent contester la légalité des mesures d'organisation des forces armées et des formations rattachées.
Les APNM sont soumises à une stricte obligation d'indépendance, notamment à l'égard du commandement, des partis politiques, des groupements à caractère confessionnel, des organisations syndicales de salariés et des organisations professionnelles d'employeurs, des entreprises, ainsi que des États. Elles ne peuvent constituer d'unions ou de fédérations qu'entre elles.

## Représentativité
Pour être représentative, une APNM doit respecter certains critères : 
1° L'effectif des adhérents doit être égal à un pourcentage minimal de l'effectif total de la force armée ou de la formation rattachée représentée ;
2° L'association doit compter parmi ses adhérents des militaires relevant de chacun des groupes de grade (officiers, sous-officiers, militaires du rang). L'effectif des adhérents relevant de chaque groupe de grade doit être égal à un pourcentage minimal de l'effectif total des militaires relevant de ce groupe de grade au sein de la force armée ou de la formation rattachée représentée. Ce pourcentage minimal peut être différent selon le groupe de grade.
Lorsqu'une association professionnelle nationale de militaires représente une force armée ou une formation rattachée qui ne dispose que d'un seul groupe de grades, seul ce groupe de grade est pris en compte.
Lorsque les adhérents sont issus de plusieurs forces armées ou formations rattachées, ces pourcentages doivent être respectés pour l'une d'entre elles au moins.
À titre transitoire, jusqu'au 1 janvier 2021, ces pourcentages sont fixés comme suit :
- Le pourcentage prévu au 1° est de 1% ;
- Le pourcentage prévu au 2° est de 1% pour chaque groupe de grades.
Ces pourcentages font l'objet d'une réévaluation, dans la perspective de leur renouvellement pour le 1 janvier 2021, en tenant compte de l'impact sur les conditions de représentativité.

## Associations existantes
En date du 1er juillet 2020, il existe 10 APNM dont une union. Six APNM sont représentatives à cette date. 

### Les APNM représentatives
- APN AIR[9] : représentative au titre de l'Armée de l'Air ;
- France Armement[10] : représentative au titre de la Direction Générale de l'Armement ;
- APNM-Commissariat[11] : représentative au titre du Service du Commissariat des Armées ;
- APRODEF (Association des Professionnels de la Défense), interarmées[12] : représentative au titre de la DGA et du Service des essences des armées ;
- AP3M (Association professionnelle nationale des militaires relevant du ministre chargé de la mer)[13] : représentative au titre des militaires relevant du ministre chargé de la mer/Affaires maritimes ;
- APNM-Marine[14] : représentative au titre de la Marine nationale.

### Les autres APNM
- GEND XXI[15] (Association des gendarmes du 21e siècle) : proche de la Gendarmerie nationale ;
- ANM XXI[16] (Association nationale des militaires du 21e siècle) : proche de la Marine nationale et le Service de santé des armées) ;
- AG&C (Association Gendarmes & Citoyens)[17] : proche de la Gendarmerie nationale.

### Les fédérations/unions d'APNM
- UNION APNM : elle fédère l'APNM Marine, l'APRODEF, l'AP3M, L'APNM-Commissariat, France Armement et GENDXXI [18],[19].